# Joseph-Michel Dutens
Joseph-Michel Dutens (* 15. Oktober 1765 in Tours; † 6. August 1848) war ein französischer Bauingenieur und Nationalökonom.
Er erhielt seine Ausbildung an der École Nationale des Ponts et Chaussées, einer französischen Eliteschule für den Brücken- und Straßenbau, und machte seine weitere Karriere auch in diesem Berufszweig. Seine bedeutendste Leistung als Ingenieur war die Erbauung des Schifffahrtskanals Canal de Berry in den Jahren 1809 bis 1841.
Auf dem Gebiet der Nationalökonomie war er Anhänger der Schule von François Quesnay und der Physiokraten. Er veröffentlichte 1835 seine Philosophie de l'économie politique und wurde 1839 zum Mitglied der Académie des sciences morales et politiques, einer der staatlichen wissenschaftlichen Akademien Frankreichs, ernannt. 
Der nach ihm benannte Preis Joseph Dutens wird von der Akademie noch heute alle 5 Jahre vergeben, um wissenschaftliche Arbeiten auszuzeichnen, die sich mit der Volkswirtschaft, ihrer Geschichte und ihren Nutzanwendungen beschäftigen. 
Joseph-Michel Dutens ist der Neffe des Schriftstellers Louis Dutens.